# Զ
Das Sa (Զ und զ) ist der sechste Buchstabe des armenischen Alphabets. Der Buchstabe stellt den Laut [⁠z⁠] dar und wird im Deutschen mit dem Buchstaben S transkribiert.
Es ist dem Zahlenwert 6 zugeordnet. 

## Zeichenkodierung
Das Sa ist in Unicode an den Codepunkten U+0536 (Großbuchstabe) bzw. U+0566 (Kleinbuchstabe) zu finden.